# يوم الباستيل (فلم)
يوم الباستيل (بالإنجليزية: Bastille Day) فيلم أكشن، تم كتابة قصة الفيلم من طرف أندرو بالدوين وشاركه في كتابتها المخرج جيمس واتكنز.
صدرت نسخة الفيلم في كل من المملكة المتحدة يوم 22 أبريل 2016 وفي فرنسا تم صدور النسخة يوم 13 يوليو للعام 2016، وفي الولايات المتحدة الامريكية يوم 18 نوفمبر من نفس السنة.

## بطولة
شارك في بطولة الفيلم كل من:
- إدريس إلبا
- ريتشارد مادن
- شارلوت لوبون
- كيلي ريلي
- خوسيه غارسيا

## قصة الفيلم
تُسند مهمة التحقيق إلى عميل سري أمريكي (إدريس إلبا) مع فتى له علاقة بعمليات إرهابية تحدث في (باريس)، ولمنع الخلافات بين الحكومة الأمريكية والحكومات الأخرى سوف يتخلص من هذا الفتى تمامًا، لكنه يكتشف حدوث الكثير من العمليات الإرهابية حتى مع وجود الفتى في حوزته، فيراوده الشك بأنه قد يكون بريئًا، لكنه قد يدلّه على الجناة الحقيقيين.

## روابط خارجية
- يوم الباستيل على موقع IMDb (الإنجليزية)
- يوم الباستيل على موقع ميتاكريتيك (الإنجليزية)
- يوم الباستيل على موقع روتن توميتوز (الإنجليزية)
- يوم الباستيل على موقع قاعدة بيانات الأفلام العربية
- يوم الباستيل على موقع ألو سيني (الفرنسية)
- يوم الباستيل على موقع Turner Classic Movies (الإنجليزية)
- يوم الباستيل على موقع أول موفي (الإنجليزية)
- يوم الباستيل على موقع بوكس أوفيس موجو (الإنجليزية)
- يوم الباستيل على موقع فيلمافينيتي (الإسبانية)
- يوم الباستيل على موقع قاعدة بيانات الأفلام السويدية (السويدية)